# North Fork (Arizona)
Pour les articles homonymes, voir North Fork.
North Fork est une census-designated place du comté de Navajo, dans l'État de l'Arizona, aux États-Unis. En 2020, elle compte une population de 1 467 habitants.